# Bachmanning
Bachmanning ist eine Gemeinde in Oberösterreich im Bezirk Wels-Land im Hausruckviertel mit 714 Einwohnern (Stand 1. Jänner 2024).

## Geografie
Bachmanning liegt auf einer Höhe von 435 m ü. A. im Hausruckviertel. Die Ausdehnung beträgt von Nord nach Süd 3,2 km und von West nach Ost 4,3 km. Von den sieben Quadratkilometer Gesamtfläche sind vierzehn Prozent bewaldet und mehr als drei Viertel werden landwirtschaftlich genutzt.

### Gemeindegliederung
Das Gemeindegebiet umfasst folgende acht Ortschaften (in Klammern Einwohnerzahl Stand 1. Jänner 2024):
- Bachmanning (483)
- Bachmannsberg (52)
- Hundhagen (32)
- Klind (23)
- Krottendorf (12)
- Oberseling (21)
- Unterseling (81)
- Weingarten (10)

Die Gemeinde besteht aus der Katastralgemeinde Bachmanning.
Bachmanning gehörte bis 2012 zum Gerichtsbezirk Lambach und ist seit dem 1. Jänner 2013 Teil des Gerichtsbezirks Wels.

### Nachbargemeinden
|                    | Meggenhofen (GR)                            | Offenhausen            |
| Gaspoltshofen (GR) | Kompassrose, die auf Nachbargemeinden zeigt | Pennewang              |
| Aichkirchen        |                                             | Neukirchen bei Lambach |

## Geschichte
Ein Lochbeil aus Serpentin, das in Ameding gefunden wurde, sowie ein gelochter Schlägel aus Unterselling zeigen, dass das Gemeindegebiet schon im 3. Jahrtausend vor Christus besiedelt war.
In der Zeit der Römischen Besatzung lag Bachmanning an der Straße, die von Pettenbach (Vetonis) nach Peuerbach führte, wo sie auf die Straße von Wels nach Passau traf. Belege aus dieser Zeit sind Geschirrscherben, eine Lampe und ein Glasschmuckring.
In der Zeit der Völkerwanderung wurde das Land weitgehend verwüstet, sodass im 6. Jahrhundert die Bajuwaren ein unbesiedeltes Land vorfanden. Durch Schenkung der Bayern gelangen um 700 weite Teile des heutigen Salzburg und Oberösterreich an den hl. Rupert, der von Salzburg aus die Missionierung organisierte. In dieser Zeit wird Bachmanning als Pahmann vilula erstmals urkundlich erwähnt.
Ursprünglich im Ostteil des Herzogtums Bayern liegend, gehörte der Ort seit dem 12. Jahrhundert zum Herzogtum Österreich. Seit 1490 wird er dem Fürstentum Österreich ob der Enns zugerechnet.
Während der Napoleonischen Kriege war der Ort mehrfach besetzt.
Seit 1918 gehört der Ort zum Bundesland Oberösterreich. Nach dem Anschluss Österreichs an das Deutsche Reich am 13. März 1938 gehörte der Ort zum Gau Oberdonau. Etwa 20 Häftlinge des KZ Mauthausen wurden ab Ende September 1943 in Bachmanning zu Arbeiten im Sägewerk eingesetzt (Nebenlager von Großraming). Nach 1945 erfolgte die Wiederherstellung Oberösterreichs.

## Kultur und Sehenswürdigkeiten

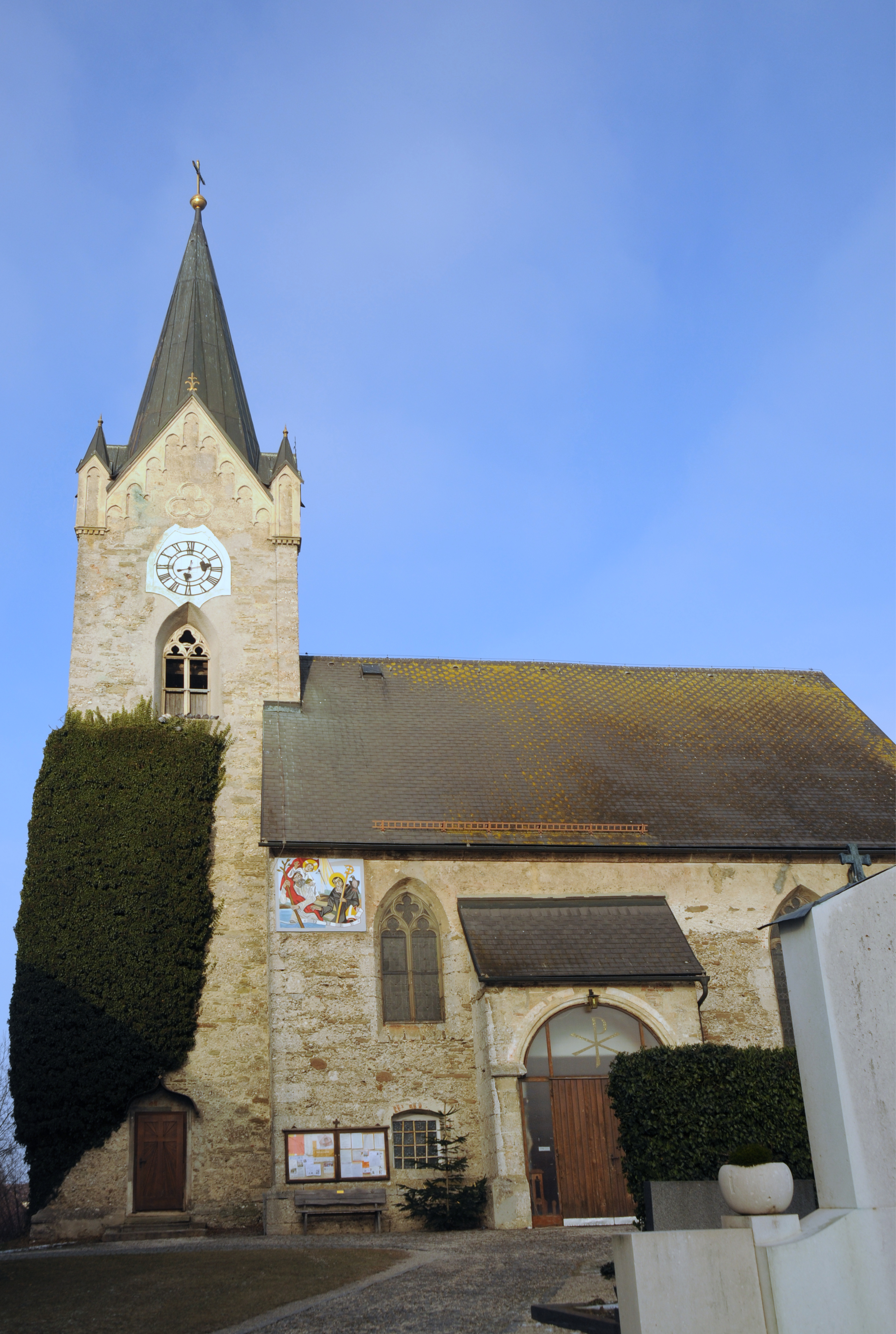
Pfarrkirche Bachmanning

- Katholische Pfarrkirche Bachmanning hl. Erasmus

## Wirtschaft und Infrastruktur

### Wirtschaftssektoren
Die Anzahl der landwirtschaftlichen Betriebe sank von 32 im Jahr 1999 auf 24 im Jahr 2010. Von diesen 24 wurden zehn im Haupt- und vierzehn im Nebenerwerb geführt. Die Haupterwerbsbauern bewirtschafteten beinahe drei Viertel der Flächen. Mehr als achtzig Prozent der Beschäftigten im Produktionssektor arbeiteten im Bereich Herstellung von Waren. Von der 112 Erwerbstätigen im Dienstleistungssektor waren 45 in freiberuflichen Bereichen tätig.
| Wirtschaftssektor            | Anzahl Betriebe | Anzahl Betriebe | Erwerbstätige | Erwerbstätige |
| Wirtschaftssektor            | 2011            | 2001            | 2011          | 2001          |
| ---------------------------- | --------------- | --------------- | ------------- | ------------- |
| Land- und Forstwirtschaft 1) | 24              | 32              | 23            | 23            |
| Produktion                   | 10              | 8               | 89            | 87            |
| Dienstleistung               | 38              | 28              | 112           | 89            |

1) Betriebe mit Fläche in den Jahren 2010 und 1999
| Im Jahr 2011 lebten 339 Erwerbstätige in Bachmanning. Davon arbeiteten einhundert in der Gemeinde, siebzig Prozent pendelten aus. Bachmanning liegt rund zwanzig Kilometer westlich vom Bahnhof Wels und zehn Kilometer südlich der Auffahrt Meggenhofen auf die Innkreis Autobahn A8. | Hier fehlt eine Grafik, die leider im Moment aus technischen Gründen nicht angezeigt werden kann. Wir arbeiten daran! |

## Politik
Der Gemeinderat hat 13 Mitglieder.
- Mit den Gemeinderats- und Bürgermeisterwahlen in Oberösterreich 2003 hatte der Gemeinderat folgende Verteilung: 6 ÖVP, 5 SPÖ und 2 FPÖ.
- Mit den Gemeinderats- und Bürgermeisterwahlen in Oberösterreich 2009 hatte der Gemeinderat folgende Verteilung: 7 ÖVP, 4 SPÖ und 2 FPÖ.
- Mit den Gemeinderats- und Bürgermeisterwahlen in Oberösterreich 2015 hatte der Gemeinderat folgende Verteilung: 6 ÖVP, 4 SPÖ und 3 FPÖ.
- Mit den Gemeinderats- und Bürgermeisterwahlen in Oberösterreich 2021 hat der Gemeinderat folgende Verteilung: 7 ÖVP, 4 SPÖ und 2 FPÖ.[9][10]

### Bürgermeister
- bis 2015 Franz Brenneis (ÖVP)
- seit 2015 Karl Kaser (ÖVP)[11]

### Wappen
Blasonierung: Von Grün und Rot geteilt durch einen silbernen, schräglinken Wellenbalken, begleitet nach der Figur oben von einer goldenen Ähre, unten von einem goldenen Schlüssel mit doppeltem Bart und einem Kreuz im Griff.
Der Wellenbalken steht für den Namensteil „Bach“, die Getreideähre weist auf den landwirtschaftlichen Charakter der Gemeinde hin und der Kirchenschlüssel symbolisiert die urkundlich bezeugte Übergabe der Güter an den Erzbischof von Salzburg im Jahr 927.
Die Gemeindefarben sind Rot-Gelb-Grün.